# Centrum Kultury Polskiej i Dialogu Europejskiego w Iwano-Frankiwsku
Centrum Kultury Polskiej i Dialogu Europejskiego w Iwano-Frankiwsku – instytucja społeczno-kulturalna polskiej mniejszości narodowej na Ukrainie. 
Inicjatywa powołania centrum polskiego w Iwano-Frankiwsku (historycznym Stanisławowie) sięga 2011 roku. Dzięki współpracy Federacji Organizacji Polskich na Ukrainie, władz miasta i polskiego Ministerstwa Spraw Zagranicznych przekazano w dzierżawę budynek przy ulicy Strzelców Siczowych 56. Po pracach remontowo-adaptacyjnych, 11 maja 2013 roku dokonano uroczystego otwarcia placówki.
Działalność adresowana jest zarówno do mieszkających na Ukrainie Polaków i osób polskiego pochodzenia jak i do ogółu ukraińskiego społeczeństwa. Szczególną uwagę poświęca się młodemu pokoleniu. Centrum prowadzi punkt nauczania języka polskiego oraz bibliotekę. Od 2017 roku działa także klub seniora.
Centrum organizuje doroczne Forum Młodych Polaków na Ukrainie.